# مولي فليتشير
مولي فليتشير (بالإنجليزية: Molly Fletcher)‏ هي كاتِبة أمريكية، ولدت في 20 سبتمبر 1971 في إيست لانسنغ في الولايات المتحدة.

## وصلات خارجية
- الموقع الرسمي